# Monceau-Saint-Waast
Monceau-Saint-Waast är en kommun i departementet Nord i regionen Hauts-de-France i norra Frankrike. Kommunen ligger i kantonen Berlaimont som tillhör arrondissementet Avesnes-sur-Helpe. År 2022 hade Monceau-Saint-Waast 423 invånare.

## Befolkningsutveckling
Antalet invånare i kommunen Monceau-Saint-Waast
| Referens: INSEE |